# Andrew Ornoch
Andrew Ornoch (Varsavia, 21 agosto 1985) è un ex calciatore canadese, di ruolo centrocampista.